# Gouvinhas
Gouvinhas is een plaats (freguesia) in de Portugese gemeente Sabrosa en telt 359 inwoners (2001).